# ابن الأبار الخولاني
ابن الأبّار الخولاني الإشبيلي (توفي سنة 433 هـ) شاعر أندلسي من إشبيلية، كان من شعراء المعتضد بن عباد، وله ديوان شعر.

## سيرته
ولد أبو جعفر أحمد بن محمد الخولاني المعروف بابن الأبّار في إشبيلية، وعاش فيها حتى وفاته سنة 433 هـ. وقد كان أحد شعراء المعتضد بن عباد صاحب إشبيلية، وكان كثير الشعر. وذكر ابن خلكان أن له ديوان شعر، وقد تطورت على يديه قصيدة المدح فمزجها بالطبيعة ونظمها على نسق فريد واشتهر بروضياته وزهرياته. وأغلب شعره في المدح ووصف الطبيعة والخمر. وقد تطورت على يديه قصيدة المدح فمزجها بالطبيعة وصاغها على نسق جديد، كأن يستنطق الزهريات ويصلها بالمدح، أو يصف الربيع (ملك الفصول) ويصله بالممدوح، وتسير مدائحه في الغالب على هذه الطريقة.